# Plivanje na OI 1928.

## Pojedinačna natjecanja

### 100 m slobodno
| Mjesto | Država   | Plivač             | Vrijeme    |
| ------ | -------- | ------------------ | ---------- |
| 1.     | SAD      | Johnny Weissmüller | 58,6 s     |
| 2.     | Mađarska | István Bárány      | 59,8 s     |
| 3.     | Japan    | Katsuo Takaishi    | 1:00,0 min |

| Mjesto | Država                 | Plivačica        | Vrijeme    |
| ------ | ---------------------- | ---------------- | ---------- |
| 1.     | SAD                    | Albina Osipowich | 1:11,0 min |
| 2.     | SAD                    | Eleanor Saville  | 1:11,4 s   |
| 3.     | Ujedinjeno Kraljevstvo | Margaret Cooper  | 1:13,6 min |

### 400 m slobodno
| Mjesto | Država     | Plivač           | Vrijeme    |
| ------ | ---------- | ---------------- | ---------- |
| 1.     | Argentina  | Alberto Zorrilla | 5:01,6 min |
| 2.     | Australija | Andrew Charlton  | 5:03,6 min |
| 3.     | Švedska    | Arne Borg        | 5:04,6 min |

| Mjesto | Država     | Plivačica       | Vrijeme    |
| ------ | ---------- | --------------- | ---------- |
| 1.     | SAD        | Martha Norelius | 5:42,8 min |
| 2.     | Nizozemska | Marie Braun     | 5:57,8 min |
| 3.     | SAD        | Josephine McKim | 6:00,2 min |

### 1500 m slobodno
| Muškarci - 1500 m slobodno \| Mjesto \| Država \| Plivač \| Vrijeme \| \| ------ \| ---------- \| --------------- \| ----------- \| \| 1. \| Švedska \| Arne Borg \| 19:51,8 min \| \| 2. \| Australija \| Andrew Charlton \| 20:02,6 min \| \| 3. \| SAD \| Clarence Crabbe \| 20:28,8 min \| |            |                 |             |
| Mjesto | Država     | Plivač          | Vrijeme     |
| 1. | Švedska    | Arne Borg       | 19:51,8 min |
| 2. | Australija | Andrew Charlton | 20:02,6 min |
| 3. | SAD        | Clarence Crabbe | 20:28,8 min |

### Leđni stil
| Mjesto | Država | Plivač        | Vrijeme    |
| ------ | ------ | ------------- | ---------- |
| 1.     | SAD    | George Kojac  | 1:08,2 min |
| 2.     | SAD    | Walter Laufer | 1:10,0 min |
| 3.     | SAD    | Paul Wyatt    | 1:12,0 min |

| Mjesto | Država                 | Plivačica       | Vrijeme    |
| ------ | ---------------------- | --------------- | ---------- |
| 1.     | Nizozemska             | Marie Braun     | 1:22,0 min |
| 2.     | Ujedinjeno Kraljevstvo | Ellen King      | 1:22,2 min |
| 3.     | Ujedinjeno Kraljevstvo | Margaret Cooper | 1:22,8 min |

### Prsni stil
| Mjesto | Država           | Plivač            | Vrijeme    |
| ------ | ---------------- | ----------------- | ---------- |
| 1.     | Japan            | Yoshiyuki Tsuruta | 2:48,8 min |
| 2.     | Njemačko Carstvo | Erich Rademacher  | 2:50,6 min |
| 3.     | Filipini         | Teofilo Yldefonzo | 2:56,4 min |

| Mjesto | Država           | Plivačica      | Vrijeme    |
| ------ | ---------------- | -------------- | ---------- |
| 1.     | Njemačko Carstvo | Hilde Schrader | 3:12,6 min |
| 2.     | Nizozemska       | Mietje Baron   | 3:15,2 min |
| 3.     | Njemačko Carstvo | Lotte Mühe     | 3:17,6 min |

## Štafetna natjecanja

### Slobodni stil
| Mjesto | Država | Plivači                                                    | Vrijeme    |
| ------ | ------ | ---------------------------------------------------------- | ---------- |
| 1.     | SAD    | Austin Clapp Walter Laufer George Kojac Johnny Weissmüller | 9:36,2 min |
| 2.     | Japan  | Hiroshi Yoneyama Nobuo Arai Tokuhei Sada Katsuo Takaishi   | 9:41,4 min |
| 3.     | Kanada | Frederick Bourne James Thompson Garnet Ault Walter Spence  | 9:47,8 min |

| Mjesto | Država                 | Plivačice                                                          | Vrijeme    |
| ------ | ---------------------- | ------------------------------------------------------------------ | ---------- |
| 1.     | SAD                    | Adelaide Lambert Albina Osipowich Eleanor Saville Martha Norelius  | 4:47,6 min |
| 2.     | Ujedinjeno Kraljevstvo | Margaret Cooper Vera Tanner Sarah Stewart Ellen King               | 5:02,8 min |
| 3.     | JAR                    | Rhoda Rennie Frederica van der Goes Marie Redford Kathleen Russell | 5:13,4 min |